# 皮威瓦利 (肯塔基州)
皮威瓦利（英語：Pewee Valley）是一個位於美國肯塔基州奧爾德姆縣的城市。

## 地方資料
根據2020年美國人口普查的數據，皮威瓦利的面積為5.03平方千米，當中陸地面積為5.01平方千米，而水域面積為0.02平方千米。當地共有人口1588人，而人口密度為每平方千米315.71人。